# Nagikurrunggurr
Nangikurrunggurr är ett australiskt språk som talas av den lilla folkgruppen med samma namn i Peppimenarti i Northern Territory, Australien. Det är ett av två språk i Murrinh-Patha-gruppen. Språket har genus för hunddjur och jaktvapen.